# Ninox variegata
Ninox variegata là một loài chim trong họ Strigidae.